# Ренковиці
Ренковиці (пол. Rękowice) — село в Польщі, у гміні Маґнушев Козеницького повіту Мазовецького воєводства.
Населення — 153 особи (2011).
У 1975-1998 роках село належало до Радомського воєводства.

## Демографія
Демографічна структура станом на 31 березня 2011 року:
|          | Загалом | Допрацездатний вік | Працездатний вік | Постпрацездатний вік |
| -------- | ------- | ------------------ | ---------------- | -------------------- |
| Чоловіки | 77      | 13                 | 55               | 9                    |
| Жінки    | 76      | 12                 | 47               | 17                   |
| Разом    | 153     | 25                 | 102              | 26                   |